# Carcinosomatidae
Carcinosomatidae es una familia extinta de eurípteros, un grupo de artrópodos acuáticos que vivieron durante el Paleozoico. El nombre deriva del género tipo Carcinosoma, que significa «cuerpo de cangrejo» en referencia a su morfología. Pertenecían a la superfamilia Carcinosomatoidea, también nombrada por Carcinosoma. Sus fósiles se han encontrado en América del Norte, Europa y Asia, lo que sugiere una posible distribución mundial. Su rango temporal abarca desde el Ordovícico superior hasta el Devónico inferior. Los carcinosomatidos eran predominantemente marinos, con casi todos sus restos hallados en ambientes acuáticos salinos.
Los carcinosomátidos presentaban una gran variación en tamaño, desde especies de pocos centímetros hasta algunos de los artrópodos más grandes conocidos. La especie más grande, Carcinosoma punctatum, alcanzaba al menos 2,2 metros (7,2 pies), rivalizando en tamaño con el mayor euríptero, Jaekelopterus. Morfológicamente, se distinguían por sus extremidades anteriores fuertes y espinosas, un cuerpo central ancho y redondeado, y una cola tubular y delgada que terminaba en un telson (la división más posterior del cuerpo), generalmente curvado. Estas características los hacían similares a los escorpiones, lo que pudo contribuir al nombre común de los eurípteros como "escorpiones de mar". La familia incluye cuatro géneros confirmados: Carcinosoma, Eocarcinosoma, Eusarcana y Rhinocarcinosoma, con la posible inclusión del género problemático Holmipterus.
Es poco probable que los carcinosomatidos fueran nadadores ágiles debido a su forma no hidrodinámica. Es más probable que adoptaran un estilo de vida nectobentónico (nadando cerca del fondo), actuando como superdepredadores, carroñeros o incluso depredadores de emboscada, excavando en busca de alimento o acechando desde madrigueras.

## Descripción

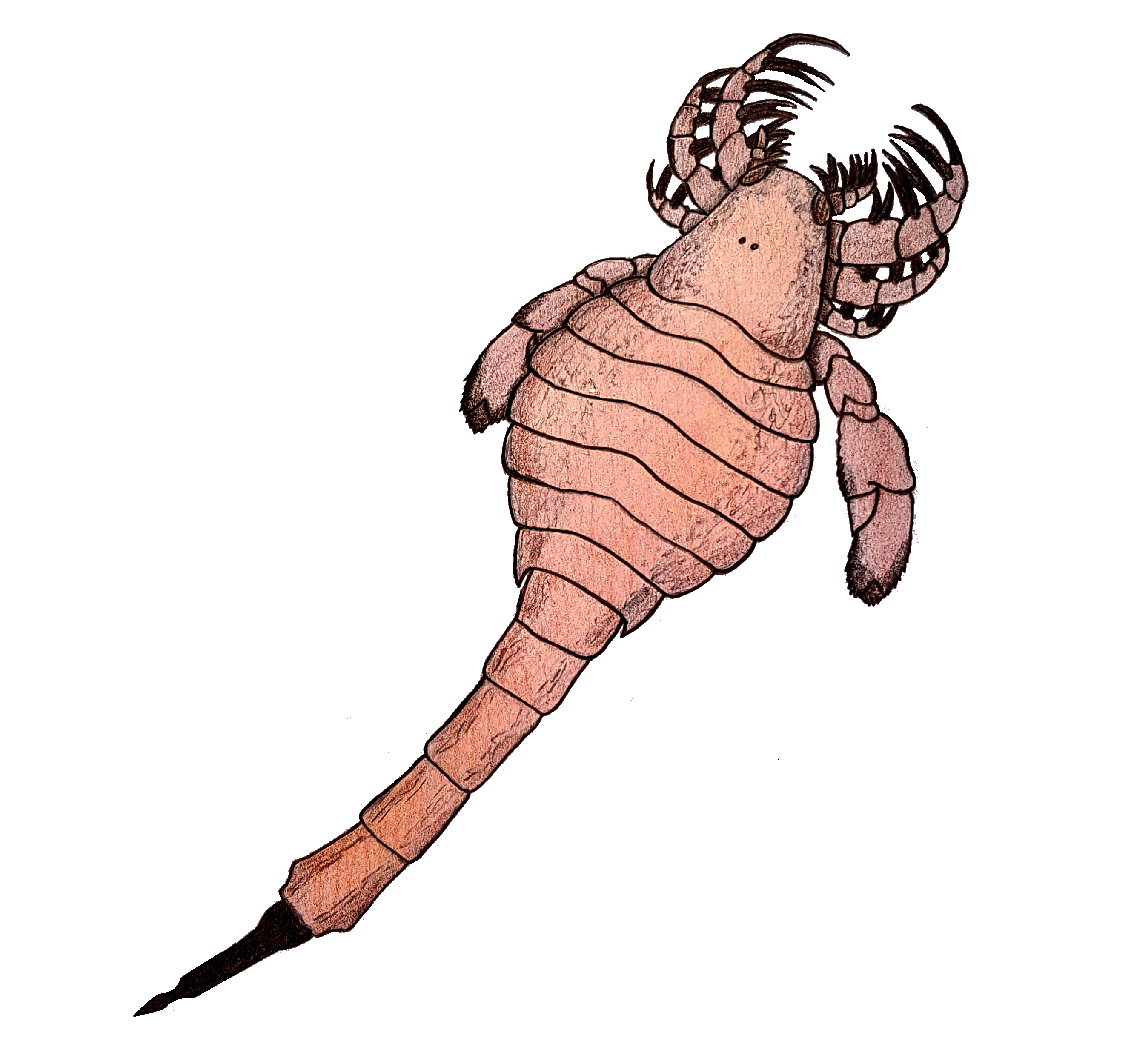
Reconstrucción de Carcinosoma.

Los eurípteros carcinosomatidos variaban significativamente en tamaño según el género y la especie. La mayoría de las especies eran grandes, siendo Carcinosoma punctatum la más grande, con una longitud de hasta 2,2 metros (7,2 pies), comparable al mayor euríptero, Jaekelopterus. Algunos especímenes sugieren que pudo alcanzar los 2,5 metros (8,2 pies). La especie más pequeña fue Eusarcana obesus, con 4 cm de longitud.
Morfológicamente, los carcinosomatidos eran muy distintivos entre los eurípteros. Pertenecían al suborden Eurypterina, con grandes aletas natatorias, extremidades anteriores robustas y espinosas, un preabdomen ancho y redondeado, y un abdomen delgado y tubular. El telson, la parte más posterior del cuerpo, variaba en forma, a menudo curvado. Su apariencia los hacía similares a los escorpiones, contribuyendo al apodo de "escorpiones de mar" para los eurípteros.
La morfología variaba dentro del grupo. El caparazón era triangular o subtriangular, con formas específicas según el género. En Rhinocarcinosoma, presentaba una protuberancia frontal en forma de pala. El preabdomen era ancho en todas las especies, pero su amplitud variaba. La especie más ancha, proporcionalmente, era Eusarcana obesus, cuyo cuarto segmento era tan ancho como la longitud combinada de los primeros ocho segmentos. Las extremidades anteriores variaban en espinosidad y tamaño, siendo más robustas en Eusarcana que en Rhinocarcinosoma. El telson también difería: en Rhinocarcinosoma era robusto, aplanado y ligeramente curvado hacia arriba; en Eusarcana era cilíndrico y terminaba en una punta afilada similar a la de un escorpión; y en Carcinosoma era aplanado, con una estructura segmentada y expandida única entre los eurípteros.

## Historia de la investigación

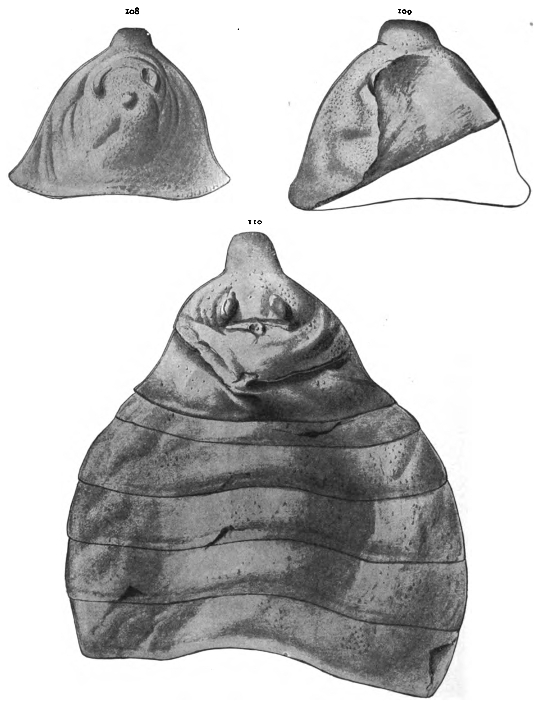
Caparazones de Rhinocarcinosoma, ilustrados por John Mason Clarke y Rudolf Ruedemann en 1912

La primera especie carcinosomatida descrita fue Carcinosoma punctatum, inicialmente nombrada Pterygotus punctatus por John William Salter en 1859. El primer género reconocido como carcinosomatido fue Eusarcus (con su especie tipo E. scorpionis), descrito por August R. Grote y William Henry Pitt en 1875, basado en fósiles del Prídoli hallados en el Buffalo Waterlime de Nueva York. La descripción de Eusarcus fue deficiente, basada solo en el contorno del fósil, lo que llevó a Henry Woodward a reclasificar E. scorpionis como Eurypterus, comparándolo con Eurypterus punctatus. Sin embargo, Eusarcus ya estaba ocupado por un género de opiliones de la familia Gonyleptidae, descrito en 1833, un hecho no reconocido hasta los años 1930. En 1890, Edward Waller Claypole describió el género Eurysoma con la especie E. newlini, pero al descubrir que el nombre estaba ocupado por un género de escarabajos, lo reemplazó por Carcinosoma.
En 1912, John Mason Clarke y Rudolf Ruedemann concluyeron que las diferencias entre Eusarcus y otros eurípteros eran tan significativas que justificaban su distinción, sinonimizando Eusarcus con Carcinosoma. Dado que Eusarcus fue nombrado antes, las leyes taxonómicas de prioridad dictaban su uso.
En 1934, Leif Størmer reconoció que Eusarcus estaba ocupado y lo reemplazó por Carcinosoma, estableciendo la familia Carcinosomatidae (inicialmente Carcinosomidae). Størmer incluyó inicialmente a Carcinosoma, Mixopterus, Echinognathus y Megalograptus en la familia, pero en 1955, Erik N. Kjellesvig-Waering corrigió el nombre a Carcinosomatidae y transfirió los otros géneros a familias propias (Mixopterus a Mixopteridae y Megalograptus y Echinognathus a Megalograptidae) en la obra Tratado de paleontología de invertebrados. En 1942, Embrik Strand propuso Eusarcana como reemplazo para Eusarcus, a pesar de que Størmer ya había resuelto el problema. En 1962, Nestor Ivanovich Novozhilov separó Rhinocarcinosoma de Carcinosoma debido a diferencias en el caparazón.

Comparación del tamaño de las tres especies más grandes de los géneros Carcinosoma, Eusarcana y Rhinocarcinosoma con el de un ser humano.

En 1964, Kenneth Edward Caster y Erik N. Kjellesvig-Waering reconocieron que Eusarcus y Carcinosoma eran géneros distintos, revirtiendo la sinonimia de 1912. Al no conocer Eusarcana, propusieron Paracarcinosoma para las especies de Eusarcus. Ese mismo año, nombraron Eocarcinosoma para especímenes ordovícicos. Aunque muchos de estos especímenes resultaron ser pseudofósiles, el espécimen tipo de Eocarcinosoma es auténtico y representa el registro más antiguo de la familia. El descubrimiento de fósiles de Rhinocarcinosoma en Vietnam a fines del siglo XX, nombrados como R. dosonensis en 2002, amplió significativamente su rango geográfico.
En 2012, Jason A. Dunlop y James Lamsdell reconocieron Eusarcana como el nombre válido para reemplazar Eusarcus, transfiriendo las especies de Paracarcinosoma a Eusarcana y designando Paracarcinosoma como sinónimo menor. Un análisis filogenético de 2015 por Lamsdell y colegas recuperó a Holmipterus como un carcinosomatido basal, aunque su posición es incierta debido a fósiles incompletos y rasgos mixtos de diferentes familias.

## Clasificación

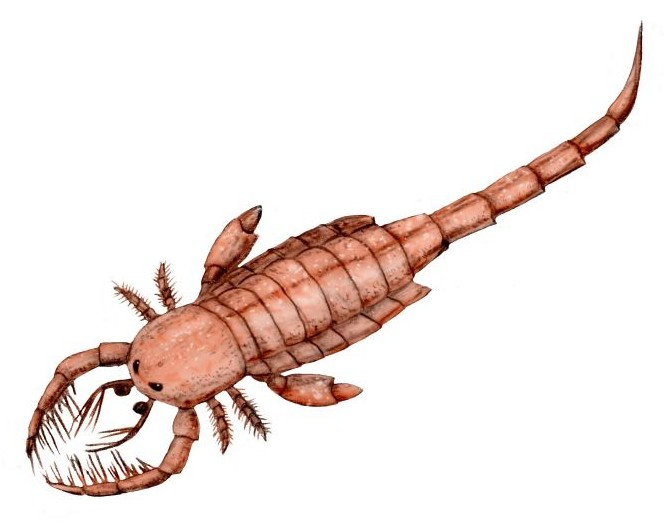
Los mixoptéridos, como Mixopterus (en la imagen), eran los parientes más cercanos de los carcinosomatidos.

Los carcinosomatidos se clasifican dentro de la superfamilia Carcinosomatoidea, en el infraorden Diploperculata. Esta superfamilia también incluye a las familias Mixopteridae y Megalograptidae. Entre 1989 y principios de los 2000, los carcinosomatidos se agruparon con la familia Hughmilleriidae en la superfamilia Hughmillerioidea, debido a sus extremidades espinosas y la consistencia de sus apéndices, salvo las aletas natatorias. Hoy, los Hughmilleriidae se consideran miembros basales de la superfamilia Pterygotioidea.
La filogenia interna de los Carcinosomatoidea no está completamente resuelta. El primer cladograma sigue un estudio de 2007 por O. Erik Tetlie, basado en análisis filogenéticos de eurípteros entre 2004 y 2007, mientras que el segundo sigue un estudio de 2015 por James Lamsdell y otros investigadores. Ambos cladogramas se han simplificado para mostrar solo los Carcinosomatoidea. Tetlie (2007) recuperó a los Carcinosomatidae como un grupo parafilético, representando miembros basales de los Carcinosomatoidea, mientras que Lamsdell et al. (2015) los recuperó como un grupo monofilético.
|  | Eusarcana scorpionis       |
|  |                            |
|  | Rhinocarcinosoma vaningeni |
|  |                            |

|  | Mixopterus multispinosus                                                   |
|  |                                                                            |
|  | \| \| Mixopterus simonsoni \| \| \| \| \| \| Mixopterus kiaeri \| \| \| \| |
|  |                                                                            |
|  | Mixopterus simonsoni                                                       |
|  |                                                                            |
|  | Mixopterus kiaeri                                                          |
|  |                                                                            |

|  | Mixopterus simonsoni |
|  |                      |
|  | Mixopterus kiaeri    |
|  |                      |

|  | Mixopterus multispinosus                                                   |
|  |                                                                            |
|  | \| \| Mixopterus simonsoni \| \| \| \| \| \| Mixopterus kiaeri \| \| \| \| |
|  |                                                                            |
|  | Mixopterus simonsoni                                                       |
|  |                                                                            |
|  | Mixopterus kiaeri                                                          |
|  |                                                                            |

|  | Mixopterus simonsoni |
|  |                      |
|  | Mixopterus kiaeri    |
|  |                      |

|  | Eusarcana scorpionis       |
|  |                            |
|  | Rhinocarcinosoma vaningeni |
|  |                            |

|  | Mixopterus multispinosus                                                   |
|  |                                                                            |
|  | \| \| Mixopterus simonsoni \| \| \| \| \| \| Mixopterus kiaeri \| \| \| \| |
|  |                                                                            |
|  | Mixopterus simonsoni                                                       |
|  |                                                                            |
|  | Mixopterus kiaeri                                                          |
|  |                                                                            |

|  | Mixopterus simonsoni |
|  |                      |
|  | Mixopterus kiaeri    |
|  |                      |

|  | Mixopterus multispinosus                                                   |
|  |                                                                            |
|  | \| \| Mixopterus simonsoni \| \| \| \| \| \| Mixopterus kiaeri \| \| \| \| |
|  |                                                                            |
|  | Mixopterus simonsoni                                                       |
|  |                                                                            |
|  | Mixopterus kiaeri                                                          |
|  |                                                                            |

|  | Mixopterus simonsoni |
|  |                      |
|  | Mixopterus kiaeri    |
|  |                      |

|  | Eusarcana scorpionis       |
|  |                            |
|  | Rhinocarcinosoma vaningeni |
|  |                            |

|  | Mixopterus multispinosus                                                   |
|  |                                                                            |
|  | \| \| Mixopterus simonsoni \| \| \| \| \| \| Mixopterus kiaeri \| \| \| \| |
|  |                                                                            |
|  | Mixopterus simonsoni                                                       |
|  |                                                                            |
|  | Mixopterus kiaeri                                                          |
|  |                                                                            |

|  | Mixopterus simonsoni |
|  |                      |
|  | Mixopterus kiaeri    |
|  |                      |

|  | Mixopterus multispinosus                                                   |
|  |                                                                            |
|  | \| \| Mixopterus simonsoni \| \| \| \| \| \| Mixopterus kiaeri \| \| \| \| |
|  |                                                                            |
|  | Mixopterus simonsoni                                                       |
|  |                                                                            |
|  | Mixopterus kiaeri                                                          |
|  |                                                                            |

|  | Mixopterus simonsoni |
|  |                      |
|  | Mixopterus kiaeri    |
|  |                      |

|  | Eusarcana scorpionis       |
|  |                            |
|  | Rhinocarcinosoma vaningeni |
|  |                            |

|  | Mixopterus multispinosus                                                   |
|  |                                                                            |
|  | \| \| Mixopterus simonsoni \| \| \| \| \| \| Mixopterus kiaeri \| \| \| \| |
|  |                                                                            |
|  | Mixopterus simonsoni                                                       |
|  |                                                                            |
|  | Mixopterus kiaeri                                                          |
|  |                                                                            |

|  | Mixopterus simonsoni |
|  |                      |
|  | Mixopterus kiaeri    |
|  |                      |

|  | Mixopterus multispinosus                                                   |
|  |                                                                            |
|  | \| \| Mixopterus simonsoni \| \| \| \| \| \| Mixopterus kiaeri \| \| \| \| |
|  |                                                                            |
|  | Mixopterus simonsoni                                                       |
|  |                                                                            |
|  | Mixopterus kiaeri                                                          |
|  |                                                                            |

|  | Mixopterus simonsoni |
|  |                      |
|  | Mixopterus kiaeri    |
|  |                      |

|  | Eusarcana scorpionis       |
|  |                            |
|  | Rhinocarcinosoma vaningeni |
|  |                            |

|  | Mixopterus multispinosus                                                   |
|  |                                                                            |
|  | \| \| Mixopterus simonsoni \| \| \| \| \| \| Mixopterus kiaeri \| \| \| \| |
|  |                                                                            |
|  | Mixopterus simonsoni                                                       |
|  |                                                                            |
|  | Mixopterus kiaeri                                                          |
|  |                                                                            |

|  | Mixopterus simonsoni |
|  |                      |
|  | Mixopterus kiaeri    |
|  |                      |

|  | Mixopterus multispinosus                                                   |
|  |                                                                            |
|  | \| \| Mixopterus simonsoni \| \| \| \| \| \| Mixopterus kiaeri \| \| \| \| |
|  |                                                                            |
|  | Mixopterus simonsoni                                                       |
|  |                                                                            |
|  | Mixopterus kiaeri                                                          |
|  |                                                                            |

|  | Mixopterus simonsoni |
|  |                      |
|  | Mixopterus kiaeri    |
|  |                      |

|  | Eusarcana scorpionis       |
|  |                            |
|  | Rhinocarcinosoma vaningeni |
|  |                            |

|  | Mixopterus multispinosus                                                   |
|  |                                                                            |
|  | \| \| Mixopterus simonsoni \| \| \| \| \| \| Mixopterus kiaeri \| \| \| \| |
|  |                                                                            |
|  | Mixopterus simonsoni                                                       |
|  |                                                                            |
|  | Mixopterus kiaeri                                                          |
|  |                                                                            |

|  | Mixopterus simonsoni |
|  |                      |
|  | Mixopterus kiaeri    |
|  |                      |

|  | Mixopterus multispinosus                                                   |
|  |                                                                            |
|  | \| \| Mixopterus simonsoni \| \| \| \| \| \| Mixopterus kiaeri \| \| \| \| |
|  |                                                                            |
|  | Mixopterus simonsoni                                                       |
|  |                                                                            |
|  | Mixopterus kiaeri                                                          |
|  |                                                                            |

|  | Mixopterus simonsoni |
|  |                      |
|  | Mixopterus kiaeri    |
|  |                      |

|  | Eusarcana scorpionis       |
|  |                            |
|  | Rhinocarcinosoma vaningeni |
|  |                            |

|  | Mixopterus multispinosus                                                   |
|  |                                                                            |
|  | \| \| Mixopterus simonsoni \| \| \| \| \| \| Mixopterus kiaeri \| \| \| \| |
|  |                                                                            |
|  | Mixopterus simonsoni                                                       |
|  |                                                                            |
|  | Mixopterus kiaeri                                                          |
|  |                                                                            |

|  | Mixopterus simonsoni |
|  |                      |
|  | Mixopterus kiaeri    |
|  |                      |

|  | Mixopterus multispinosus                                                   |
|  |                                                                            |
|  | \| \| Mixopterus simonsoni \| \| \| \| \| \| Mixopterus kiaeri \| \| \| \| |
|  |                                                                            |
|  | Mixopterus simonsoni                                                       |
|  |                                                                            |
|  | Mixopterus kiaeri                                                          |
|  |                                                                            |

|  | Mixopterus simonsoni |
|  |                      |
|  | Mixopterus kiaeri    |
|  |                      |

|  | Eusarcana scorpionis       |
|  |                            |
|  | Rhinocarcinosoma vaningeni |
|  |                            |

|  | Mixopterus multispinosus                                                   |
|  |                                                                            |
|  | \| \| Mixopterus simonsoni \| \| \| \| \| \| Mixopterus kiaeri \| \| \| \| |
|  |                                                                            |
|  | Mixopterus simonsoni                                                       |
|  |                                                                            |
|  | Mixopterus kiaeri                                                          |
|  |                                                                            |

|  | Mixopterus simonsoni |
|  |                      |
|  | Mixopterus kiaeri    |
|  |                      |

|  | Mixopterus multispinosus                                                   |
|  |                                                                            |
|  | \| \| Mixopterus simonsoni \| \| \| \| \| \| Mixopterus kiaeri \| \| \| \| |
|  |                                                                            |
|  | Mixopterus simonsoni                                                       |
|  |                                                                            |
|  | Mixopterus kiaeri                                                          |
|  |                                                                            |

|  | Mixopterus simonsoni |
|  |                      |
|  | Mixopterus kiaeri    |
|  |                      |

|  | Eusarcana scorpionis       |
|  |                            |
|  | Rhinocarcinosoma vaningeni |
|  |                            |

|  | Mixopterus multispinosus                                                   |
|  |                                                                            |
|  | \| \| Mixopterus simonsoni \| \| \| \| \| \| Mixopterus kiaeri \| \| \| \| |
|  |                                                                            |
|  | Mixopterus simonsoni                                                       |
|  |                                                                            |
|  | Mixopterus kiaeri                                                          |
|  |                                                                            |

|  | Mixopterus simonsoni |
|  |                      |
|  | Mixopterus kiaeri    |
|  |                      |

|  | Mixopterus multispinosus                                                   |
|  |                                                                            |
|  | \| \| Mixopterus simonsoni \| \| \| \| \| \| Mixopterus kiaeri \| \| \| \| |
|  |                                                                            |
|  | Mixopterus simonsoni                                                       |
|  |                                                                            |
|  | Mixopterus kiaeri                                                          |
|  |                                                                            |

|  | Mixopterus simonsoni |
|  |                      |
|  | Mixopterus kiaeri    |
|  |                      |

|  | Eusarcana scorpionis       |
|  |                            |
|  | Rhinocarcinosoma vaningeni |
|  |                            |

|  | Mixopterus multispinosus                                                   |
|  |                                                                            |
|  | \| \| Mixopterus simonsoni \| \| \| \| \| \| Mixopterus kiaeri \| \| \| \| |
|  |                                                                            |
|  | Mixopterus simonsoni                                                       |
|  |                                                                            |
|  | Mixopterus kiaeri                                                          |
|  |                                                                            |

|  | Mixopterus simonsoni |
|  |                      |
|  | Mixopterus kiaeri    |
|  |                      |

|  | Mixopterus multispinosus                                                   |
|  |                                                                            |
|  | \| \| Mixopterus simonsoni \| \| \| \| \| \| Mixopterus kiaeri \| \| \| \| |
|  |                                                                            |
|  | Mixopterus simonsoni                                                       |
|  |                                                                            |
|  | Mixopterus kiaeri                                                          |
|  |                                                                            |

|  | Mixopterus simonsoni |
|  |                      |
|  | Mixopterus kiaeri    |
|  |                      |

|  | Eusarcana scorpionis       |
|  |                            |
|  | Rhinocarcinosoma vaningeni |
|  |                            |

|  | Mixopterus multispinosus                                                   |
|  |                                                                            |
|  | \| \| Mixopterus simonsoni \| \| \| \| \| \| Mixopterus kiaeri \| \| \| \| |
|  |                                                                            |
|  | Mixopterus simonsoni                                                       |
|  |                                                                            |
|  | Mixopterus kiaeri                                                          |
|  |                                                                            |

|  | Mixopterus simonsoni |
|  |                      |
|  | Mixopterus kiaeri    |
|  |                      |

|  | Mixopterus multispinosus                                                   |
|  |                                                                            |
|  | \| \| Mixopterus simonsoni \| \| \| \| \| \| Mixopterus kiaeri \| \| \| \| |
|  |                                                                            |
|  | Mixopterus simonsoni                                                       |
|  |                                                                            |
|  | Mixopterus kiaeri                                                          |
|  |                                                                            |

|  | Mixopterus simonsoni |
|  |                      |
|  | Mixopterus kiaeri    |
|  |                      |

|  | Eusarcana scorpionis       |
|  |                            |
|  | Rhinocarcinosoma vaningeni |
|  |                            |

|  | Mixopterus multispinosus                                                   |
|  |                                                                            |
|  | \| \| Mixopterus simonsoni \| \| \| \| \| \| Mixopterus kiaeri \| \| \| \| |
|  |                                                                            |
|  | Mixopterus simonsoni                                                       |
|  |                                                                            |
|  | Mixopterus kiaeri                                                          |
|  |                                                                            |

|  | Mixopterus simonsoni |
|  |                      |
|  | Mixopterus kiaeri    |
|  |                      |

|  | Mixopterus multispinosus                                                   |
|  |                                                                            |
|  | \| \| Mixopterus simonsoni \| \| \| \| \| \| Mixopterus kiaeri \| \| \| \| |
|  |                                                                            |
|  | Mixopterus simonsoni                                                       |
|  |                                                                            |
|  | Mixopterus kiaeri                                                          |
|  |                                                                            |

|  | Mixopterus simonsoni |
|  |                      |
|  | Mixopterus kiaeri    |
|  |                      |

|  | Eusarcana scorpionis       |
|  |                            |
|  | Rhinocarcinosoma vaningeni |
|  |                            |

|  | Mixopterus multispinosus                                                   |
|  |                                                                            |
|  | \| \| Mixopterus simonsoni \| \| \| \| \| \| Mixopterus kiaeri \| \| \| \| |
|  |                                                                            |
|  | Mixopterus simonsoni                                                       |
|  |                                                                            |
|  | Mixopterus kiaeri                                                          |
|  |                                                                            |

|  | Mixopterus simonsoni |
|  |                      |
|  | Mixopterus kiaeri    |
|  |                      |

|  | Mixopterus multispinosus                                                   |
|  |                                                                            |
|  | \| \| Mixopterus simonsoni \| \| \| \| \| \| Mixopterus kiaeri \| \| \| \| |
|  |                                                                            |
|  | Mixopterus simonsoni                                                       |
|  |                                                                            |
|  | Mixopterus kiaeri                                                          |
|  |                                                                            |

|  | Mixopterus simonsoni |
|  |                      |
|  | Mixopterus kiaeri    |
|  |                      |

|  | Eusarcana scorpionis       |
|  |                            |
|  | Rhinocarcinosoma vaningeni |
|  |                            |

|  | Mixopterus multispinosus                                                   |
|  |                                                                            |
|  | \| \| Mixopterus simonsoni \| \| \| \| \| \| Mixopterus kiaeri \| \| \| \| |
|  |                                                                            |
|  | Mixopterus simonsoni                                                       |
|  |                                                                            |
|  | Mixopterus kiaeri                                                          |
|  |                                                                            |

|  | Mixopterus simonsoni |
|  |                      |
|  | Mixopterus kiaeri    |
|  |                      |

|  | Mixopterus multispinosus                                                   |
|  |                                                                            |
|  | \| \| Mixopterus simonsoni \| \| \| \| \| \| Mixopterus kiaeri \| \| \| \| |
|  |                                                                            |
|  | Mixopterus simonsoni                                                       |
|  |                                                                            |
|  | Mixopterus kiaeri                                                          |
|  |                                                                            |

|  | Mixopterus simonsoni |
|  |                      |
|  | Mixopterus kiaeri    |
|  |                      |

|  | Eusarcana scorpionis       |
|  |                            |
|  | Rhinocarcinosoma vaningeni |
|  |                            |

|  | Mixopterus multispinosus                                                   |
|  |                                                                            |
|  | \| \| Mixopterus simonsoni \| \| \| \| \| \| Mixopterus kiaeri \| \| \| \| |
|  |                                                                            |
|  | Mixopterus simonsoni                                                       |
|  |                                                                            |
|  | Mixopterus kiaeri                                                          |
|  |                                                                            |

|  | Mixopterus simonsoni |
|  |                      |
|  | Mixopterus kiaeri    |
|  |                      |

|  | Mixopterus multispinosus                                                   |
|  |                                                                            |
|  | \| \| Mixopterus simonsoni \| \| \| \| \| \| Mixopterus kiaeri \| \| \| \| |
|  |                                                                            |
|  | Mixopterus simonsoni                                                       |
|  |                                                                            |
|  | Mixopterus kiaeri                                                          |
|  |                                                                            |

|  | Mixopterus simonsoni |
|  |                      |
|  | Mixopterus kiaeri    |
|  |                      |

|  | Eusarcana scorpionis       |
|  |                            |
|  | Rhinocarcinosoma vaningeni |
|  |                            |

|  | Mixopterus multispinosus                                                   |
|  |                                                                            |
|  | \| \| Mixopterus simonsoni \| \| \| \| \| \| Mixopterus kiaeri \| \| \| \| |
|  |                                                                            |
|  | Mixopterus simonsoni                                                       |
|  |                                                                            |
|  | Mixopterus kiaeri                                                          |
|  |                                                                            |

|  | Mixopterus simonsoni |
|  |                      |
|  | Mixopterus kiaeri    |
|  |                      |

|  | Mixopterus multispinosus                                                   |
|  |                                                                            |
|  | \| \| Mixopterus simonsoni \| \| \| \| \| \| Mixopterus kiaeri \| \| \| \| |
|  |                                                                            |
|  | Mixopterus simonsoni                                                       |
|  |                                                                            |
|  | Mixopterus kiaeri                                                          |
|  |                                                                            |

|  | Mixopterus simonsoni |
|  |                      |
|  | Mixopterus kiaeri    |
|  |                      |

|  | Carcinosoma newlini  |
|  |                      |
|  | Carcinosoma libertyi |
|  |                      |

|  | Eusarcana acrocephalus |
|  |                        |
|  | Eusarcana scorpionis   |
|  |                        |

|  | Carcinosoma newlini  |
|  |                      |
|  | Carcinosoma libertyi |
|  |                      |

|  | Eusarcana acrocephalus |
|  |                        |
|  | Eusarcana scorpionis   |
|  |                        |

|  | Carcinosoma newlini  |
|  |                      |
|  | Carcinosoma libertyi |
|  |                      |

|  | Eusarcana acrocephalus |
|  |                        |
|  | Eusarcana scorpionis   |
|  |                        |

|  | Carcinosoma newlini  |
|  |                      |
|  | Carcinosoma libertyi |
|  |                      |

|  | Eusarcana acrocephalus |
|  |                        |
|  | Eusarcana scorpionis   |
|  |                        |

|  | Carcinosoma newlini  |
|  |                      |
|  | Carcinosoma libertyi |
|  |                      |

|  | Eusarcana acrocephalus |
|  |                        |
|  | Eusarcana scorpionis   |
|  |                        |

|  | Carcinosoma newlini  |
|  |                      |
|  | Carcinosoma libertyi |
|  |                      |

|  | Eusarcana acrocephalus |
|  |                        |
|  | Eusarcana scorpionis   |
|  |                        |

|  | Carcinosoma newlini  |
|  |                      |
|  | Carcinosoma libertyi |
|  |                      |

|  | Eusarcana acrocephalus |
|  |                        |
|  | Eusarcana scorpionis   |
|  |                        |

|  | Carcinosoma newlini  |
|  |                      |
|  | Carcinosoma libertyi |
|  |                      |

|  | Eusarcana acrocephalus |
|  |                        |
|  | Eusarcana scorpionis   |
|  |                        |

|  | Carcinosoma newlini  |
|  |                      |
|  | Carcinosoma libertyi |
|  |                      |

|  | Eusarcana acrocephalus |
|  |                        |
|  | Eusarcana scorpionis   |
|  |                        |

|  | Carcinosoma newlini  |
|  |                      |
|  | Carcinosoma libertyi |
|  |                      |

|  | Eusarcana acrocephalus |
|  |                        |
|  | Eusarcana scorpionis   |
|  |                        |

|  | Carcinosoma newlini  |
|  |                      |
|  | Carcinosoma libertyi |
|  |                      |

|  | Eusarcana acrocephalus |
|  |                        |
|  | Eusarcana scorpionis   |
|  |                        |

|  | Carcinosoma newlini  |
|  |                      |
|  | Carcinosoma libertyi |
|  |                      |

|  | Eusarcana acrocephalus |
|  |                        |
|  | Eusarcana scorpionis   |
|  |                        |

|  | Carcinosoma newlini  |
|  |                      |
|  | Carcinosoma libertyi |
|  |                      |

|  | Eusarcana acrocephalus |
|  |                        |
|  | Eusarcana scorpionis   |
|  |                        |

|  | Carcinosoma newlini  |
|  |                      |
|  | Carcinosoma libertyi |
|  |                      |

|  | Eusarcana acrocephalus |
|  |                        |
|  | Eusarcana scorpionis   |
|  |                        |

|  | Carcinosoma newlini  |
|  |                      |
|  | Carcinosoma libertyi |
|  |                      |

|  | Eusarcana acrocephalus |
|  |                        |
|  | Eusarcana scorpionis   |
|  |                        |

|  | Carcinosoma newlini  |
|  |                      |
|  | Carcinosoma libertyi |
|  |                      |

|  | Eusarcana acrocephalus |
|  |                        |
|  | Eusarcana scorpionis   |
|  |                        |

|  | Carcinosoma newlini  |
|  |                      |
|  | Carcinosoma libertyi |
|  |                      |

|  | Eusarcana acrocephalus |
|  |                        |
|  | Eusarcana scorpionis   |
|  |                        |

|  | Carcinosoma newlini  |
|  |                      |
|  | Carcinosoma libertyi |
|  |                      |

|  | Eusarcana acrocephalus |
|  |                        |
|  | Eusarcana scorpionis   |
|  |                        |

|  | Carcinosoma newlini  |
|  |                      |
|  | Carcinosoma libertyi |
|  |                      |

|  | Eusarcana acrocephalus |
|  |                        |
|  | Eusarcana scorpionis   |
|  |                        |

|  | Carcinosoma newlini  |
|  |                      |
|  | Carcinosoma libertyi |
|  |                      |

|  | Eusarcana acrocephalus |
|  |                        |
|  | Eusarcana scorpionis   |
|  |                        |

|  | Carcinosoma newlini  |
|  |                      |
|  | Carcinosoma libertyi |
|  |                      |

|  | Eusarcana acrocephalus |
|  |                        |
|  | Eusarcana scorpionis   |
|  |                        |

|  | Carcinosoma newlini  |
|  |                      |
|  | Carcinosoma libertyi |
|  |                      |

|  | Eusarcana acrocephalus |
|  |                        |
|  | Eusarcana scorpionis   |
|  |                        |

|  | Carcinosoma newlini  |
|  |                      |
|  | Carcinosoma libertyi |
|  |                      |

|  | Eusarcana acrocephalus |
|  |                        |
|  | Eusarcana scorpionis   |
|  |                        |

|  | Carcinosoma newlini  |
|  |                      |
|  | Carcinosoma libertyi |
|  |                      |

|  | Eusarcana acrocephalus |
|  |                        |
|  | Eusarcana scorpionis   |
|  |                        |

|  | Carcinosoma newlini  |
|  |                      |
|  | Carcinosoma libertyi |
|  |                      |

|  | Eusarcana acrocephalus |
|  |                        |
|  | Eusarcana scorpionis   |
|  |                        |

|  | Carcinosoma newlini  |
|  |                      |
|  | Carcinosoma libertyi |
|  |                      |

|  | Eusarcana acrocephalus |
|  |                        |
|  | Eusarcana scorpionis   |
|  |                        |

|  | Carcinosoma newlini  |
|  |                      |
|  | Carcinosoma libertyi |
|  |                      |

|  | Eusarcana acrocephalus |
|  |                        |
|  | Eusarcana scorpionis   |
|  |                        |

|  | Carcinosoma newlini  |
|  |                      |
|  | Carcinosoma libertyi |
|  |                      |

|  | Eusarcana acrocephalus |
|  |                        |
|  | Eusarcana scorpionis   |
|  |                        |

|  | Carcinosoma newlini  |
|  |                      |
|  | Carcinosoma libertyi |
|  |                      |

|  | Eusarcana acrocephalus |
|  |                        |
|  | Eusarcana scorpionis   |
|  |                        |

|  | Carcinosoma newlini  |
|  |                      |
|  | Carcinosoma libertyi |
|  |                      |

|  | Eusarcana acrocephalus |
|  |                        |
|  | Eusarcana scorpionis   |
|  |                        |

|  | Carcinosoma newlini  |
|  |                      |
|  | Carcinosoma libertyi |
|  |                      |

|  | Eusarcana acrocephalus |
|  |                        |
|  | Eusarcana scorpionis   |
|  |                        |

|  | Carcinosoma newlini  |
|  |                      |
|  | Carcinosoma libertyi |
|  |                      |

|  | Eusarcana acrocephalus |
|  |                        |
|  | Eusarcana scorpionis   |
|  |                        |

|  | Carcinosoma newlini  |
|  |                      |
|  | Carcinosoma libertyi |
|  |                      |

|  | Eusarcana acrocephalus |
|  |                        |
|  | Eusarcana scorpionis   |
|  |                        |

|  | Carcinosoma newlini  |
|  |                      |
|  | Carcinosoma libertyi |
|  |                      |

|  | Eusarcana acrocephalus |
|  |                        |
|  | Eusarcana scorpionis   |
|  |                        |

|  | Carcinosoma newlini  |
|  |                      |
|  | Carcinosoma libertyi |
|  |                      |

|  | Eusarcana acrocephalus |
|  |                        |
|  | Eusarcana scorpionis   |
|  |                        |

|  | Carcinosoma newlini  |
|  |                      |
|  | Carcinosoma libertyi |
|  |                      |

|  | Eusarcana acrocephalus |
|  |                        |
|  | Eusarcana scorpionis   |
|  |                        |

|  | Carcinosoma newlini  |
|  |                      |
|  | Carcinosoma libertyi |
|  |                      |

|  | Eusarcana acrocephalus |
|  |                        |
|  | Eusarcana scorpionis   |
|  |                        |

|  | Carcinosoma newlini  |
|  |                      |
|  | Carcinosoma libertyi |
|  |                      |

|  | Eusarcana acrocephalus |
|  |                        |
|  | Eusarcana scorpionis   |
|  |                        |

|  | Carcinosoma newlini  |
|  |                      |
|  | Carcinosoma libertyi |
|  |                      |

|  | Eusarcana acrocephalus |
|  |                        |
|  | Eusarcana scorpionis   |
|  |                        |

|  | Carcinosoma newlini  |
|  |                      |
|  | Carcinosoma libertyi |
|  |                      |

|  | Eusarcana acrocephalus |
|  |                        |
|  | Eusarcana scorpionis   |
|  |                        |

|  | Carcinosoma newlini  |
|  |                      |
|  | Carcinosoma libertyi |
|  |                      |

|  | Eusarcana acrocephalus |
|  |                        |
|  | Eusarcana scorpionis   |
|  |                        |

|  | Carcinosoma newlini  |
|  |                      |
|  | Carcinosoma libertyi |
|  |                      |

|  | Eusarcana acrocephalus |
|  |                        |
|  | Eusarcana scorpionis   |
|  |                        |

|  | Carcinosoma newlini  |
|  |                      |
|  | Carcinosoma libertyi |
|  |                      |

|  | Eusarcana acrocephalus |
|  |                        |
|  | Eusarcana scorpionis   |
|  |                        |

|  | Carcinosoma newlini  |
|  |                      |
|  | Carcinosoma libertyi |
|  |                      |

|  | Eusarcana acrocephalus |
|  |                        |
|  | Eusarcana scorpionis   |
|  |                        |

|  | Carcinosoma newlini  |
|  |                      |
|  | Carcinosoma libertyi |
|  |                      |

|  | Eusarcana acrocephalus |
|  |                        |
|  | Eusarcana scorpionis   |
|  |                        |

|  | Carcinosoma newlini  |
|  |                      |
|  | Carcinosoma libertyi |
|  |                      |

|  | Eusarcana acrocephalus |
|  |                        |
|  | Eusarcana scorpionis   |
|  |                        |

|  | Carcinosoma newlini  |
|  |                      |
|  | Carcinosoma libertyi |
|  |                      |

|  | Eusarcana acrocephalus |
|  |                        |
|  | Eusarcana scorpionis   |
|  |                        |

|  | Carcinosoma newlini  |
|  |                      |
|  | Carcinosoma libertyi |
|  |                      |

|  | Eusarcana acrocephalus |
|  |                        |
|  | Eusarcana scorpionis   |
|  |                        |

|  | Carcinosoma newlini  |
|  |                      |
|  | Carcinosoma libertyi |
|  |                      |

|  | Eusarcana acrocephalus |
|  |                        |
|  | Eusarcana scorpionis   |
|  |                        |

|  | Carcinosoma newlini  |
|  |                      |
|  | Carcinosoma libertyi |
|  |                      |

|  | Eusarcana acrocephalus |
|  |                        |
|  | Eusarcana scorpionis   |
|  |                        |

|  | Carcinosoma newlini  |
|  |                      |
|  | Carcinosoma libertyi |
|  |                      |

|  | Eusarcana acrocephalus |
|  |                        |
|  | Eusarcana scorpionis   |
|  |                        |

|  | Carcinosoma newlini  |
|  |                      |
|  | Carcinosoma libertyi |
|  |                      |

|  | Eusarcana acrocephalus |
|  |                        |
|  | Eusarcana scorpionis   |
|  |                        |

|  | Carcinosoma newlini  |
|  |                      |
|  | Carcinosoma libertyi |
|  |                      |

|  | Eusarcana acrocephalus |
|  |                        |
|  | Eusarcana scorpionis   |
|  |                        |

|  | Carcinosoma newlini  |
|  |                      |
|  | Carcinosoma libertyi |
|  |                      |

|  | Eusarcana acrocephalus |
|  |                        |
|  | Eusarcana scorpionis   |
|  |                        |

|  | Carcinosoma newlini  |
|  |                      |
|  | Carcinosoma libertyi |
|  |                      |

|  | Eusarcana acrocephalus |
|  |                        |
|  | Eusarcana scorpionis   |
|  |                        |

|  | Carcinosoma newlini  |
|  |                      |
|  | Carcinosoma libertyi |
|  |                      |

|  | Eusarcana acrocephalus |
|  |                        |
|  | Eusarcana scorpionis   |
|  |                        |

|  | Carcinosoma newlini  |
|  |                      |
|  | Carcinosoma libertyi |
|  |                      |

|  | Eusarcana acrocephalus |
|  |                        |
|  | Eusarcana scorpionis   |
|  |                        |

|  | Carcinosoma newlini  |
|  |                      |
|  | Carcinosoma libertyi |
|  |                      |

|  | Eusarcana acrocephalus |
|  |                        |
|  | Eusarcana scorpionis   |
|  |                        |

|  | Carcinosoma newlini  |
|  |                      |
|  | Carcinosoma libertyi |
|  |                      |

|  | Eusarcana acrocephalus |
|  |                        |
|  | Eusarcana scorpionis   |
|  |                        |

|  | Carcinosoma newlini  |
|  |                      |
|  | Carcinosoma libertyi |
|  |                      |

|  | Eusarcana acrocephalus |
|  |                        |
|  | Eusarcana scorpionis   |
|  |                        |

|  | Carcinosoma newlini  |
|  |                      |
|  | Carcinosoma libertyi |
|  |                      |

|  | Eusarcana acrocephalus |
|  |                        |
|  | Eusarcana scorpionis   |
|  |                        |

|  | Carcinosoma newlini  |
|  |                      |
|  | Carcinosoma libertyi |
|  |                      |

|  | Eusarcana acrocephalus |
|  |                        |
|  | Eusarcana scorpionis   |
|  |                        |

|  | Carcinosoma newlini  |
|  |                      |
|  | Carcinosoma libertyi |
|  |                      |

|  | Eusarcana acrocephalus |
|  |                        |
|  | Eusarcana scorpionis   |
|  |                        |

|  | Carcinosoma newlini  |
|  |                      |
|  | Carcinosoma libertyi |
|  |                      |

|  | Eusarcana acrocephalus |
|  |                        |
|  | Eusarcana scorpionis   |
|  |                        |

## Paleoecología

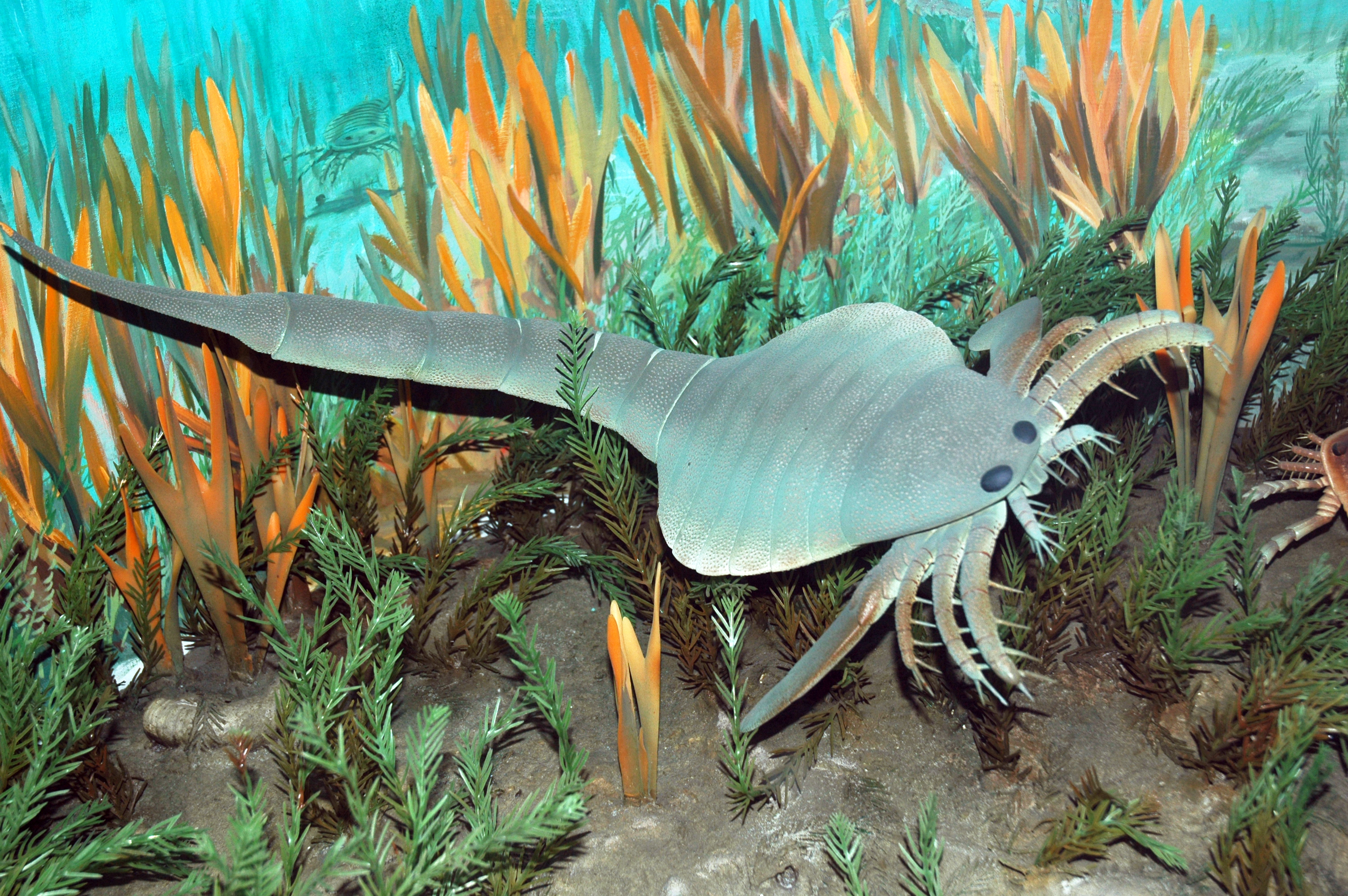
Modelo de un Eusarcana en un fondo marino del Silúrico.

Los eurípteros carcinosomatidos estaban entre los más marinos de su grupo, hallados en depósitos que alguna vez fueron arrecifes, algunos en entornos lagunares, y aguas más profundas. Esto contrasta con sus parientes más cercanos, los mixoptéridos, que no se encuentran en aguas profundas. La única otra familia de eurípteros conocida en aguas profundas son los pterigótidos, que tenían una distribución similar, aunque más exitosa. Basado en la distribución de los pterigótidos, es posible que los carcinosomatidos tuvieran un alcance mundial. Junto con los pterigótidos, son la única familia de eurípteros conocida en el continente austral de Gondwana durante el Silúrico y el Devónico. El único género carcinosomatido hallado en depósitos no marinos es Rhinocarcinosoma (aunque también se encuentra en depósitos marinos), presente en entornos fluviales (ríos) y lacustres (lagos).
Debido a que sus cuerpos no eran tan hidrodinámicos como los de otros eurípteros nadadores y por la morfología única de sus telsons, es probable que los carcinosomatidos no fueran nadadores muy activos, adoptando un estilo de vida nectobentónico (nadando cerca del fondo). Este estilo de vida es particularmente evidente en Rhinocarcinosoma, cuya protuberancia frontal en forma de pala pudo usarse para excavar o revolver sedimentos, y cuyas aletas natatorias eran más pequeñas en comparación con otros carcinosomatidos. Dado su tamaño, los carcinosomatidos pudieron haber sido depredadores ápices o carroñeros, excavando en busca de alimento o acechando como depredadores de emboscada. Probablemente se alimentaban de gusanos, otros artrópodos, braquiópodos y peces, usando sus extremidades anteriores para llevar comida a la boca.